# Perfect Cherry Blossom
Touhou Youyoumu ~ Perfect Cherry Blossom (東方妖々夢 〜 Perfect Cherry Blossom,?,  Perfetta Fioritura di Ciliegio, lett. Sogno Stregato d'Oriente, abbreviato comunemente in PCB) è il settimo capitolo ufficiale della serie di videogiochi Touhou Project. È stato creato interamente da ZUN e pubblicato il 17 agosto 2003 in occasione del Comiket 64 in Giappone. È  il sesto ad appartenere al genere dei danmaku shooter e il secondo sviluppato per Windows.

## Storia
A Gensokyo sarebbe dovuta arrivare la primavera da molto tempo, ma la neve continua incessante a cadere sugli abitanti, Reimu/Marisa/Sakuya si insospettisce e decide di scovare lo youkai responsabile dell'accaduto.

## Personaggi

### Personaggi Giocabili
- Reimu Hakurei (博麗 霊夢): La sacerdotessa del tempio Hakurei, posto al confine di Gensokyo. Utilizza come armi amuleti e aghi santificati.
- Marisa Kirisame (霧雨 魔理沙): Streghetta umana con poteri astrali. Utilizza come armi missili magici e laser.
- Sakuya Izayoi (十六夜 咲夜): Cameriera dotata di poteri che hanno effetto sul tempo, era il boss del quinto livello e midboss del sesto di Embodiment of Scarlet Devil. Utilizza come armi coltelli teleguidati.

### Boss
- Cirno (チルノ): Di ritorno dallo stage 2 di Embodiment of Scarlet Devil, Cirno è ora mid-boss del primo livello in Perfect Cherry Blossom. Non ha dialoghi in questo capitolo.
- Letty Whiterock (レティ・ホワイトロック ): Boss del primo stage, Letty è un tipo di yuki-onna attiva solo durante l'inverno . Scambiata per il mastermind dietro l'inverno senza fine, viene attaccata dalle protagoniste. Possiede l'abilità di manipolare il freddo : dato che è l'equivalente di un'abilità che permette di manipolare l'inverno, possiede un potere enorme data l'ambientazione, ma è piuttosto debole pasto l'inverno. Durante questo periodo si nasconde in posti che non possono essere raggiunti dalla luce del sole
- Chen (橙) : Boss dello stage 2 ed extra mid-boss.  Chen è la shikigami di Ran Yakumo, . Essendo una bakeneko, acquisisce il potere di un dio iroso finché è posseduta, ma dato che anche Ran è una shikigami, le sue abilità sono piuttosto basse.
- Alice Margatroid (アリス・マーガトロイド): Di ritorno da Mystic Square,  Alice è il boss dello stage 3 . Usa bambole per attaccare. Ha i capelli biondi e la pelle pallida,ad un primo sguardo ha anch'essa l'apparenza di una bambola.
- Lily White (リリーホワイト): Mid-boss dello stage 4, una fata che preannuncia l'arrivo della primavera (ricomparirà anche in touhou 16 nello stage corrispondente alla primavera)
- Sorelle Prismriver (プリズムリバー三姉妹): Boss dello stage 4, a seconda del personaggio giocato si affronterà una sorella diversa 
  - Lunasa Prismriver (ルナサ・プリズムリバー ): Boss principale dello stage giocando con Reimu , è la sorella maggiore. I suoi attacchi sono basati sulla musica di violino.
  - Merlin Prismriver (メルラン・プリズムリバー): Boss principale dello stage giocando con Marisa . I suoi attacchi sono basati sulla musica della tromba.
  - Lyrica Prismriver (リリカ・プリズムリバー ): Boss principale dello stage giocando con Sakuya , è la sorella minore. I suoi attacchi sono basati sulla musica di tastiera e percussioni , nonostante sappia suonare un po' tutti gli strumenti.
- Youmu Konpaku (魂魄 妖夢 ): Boss dello stage 5 e mid-boss dello stage 6 , è una subordinata i Yuyuko , nonché la sua giardiniera . E metà umana e metà fantasma.
- Yuyuko Saigyouji (西行寺 幽々子):Boss finale , i suoi attacchi sono caratterizzati da proiettili a forma di farfalle.
- Ran Yakumo (八雲 藍 ): Boss dello stage extra, è la shikigami di Yukari.
- Yukari Yakumo (八雲 紫 ):Boss dello stage Phantasm. La sua battaglia consiste in una versione più impegnativa della battaglia con Ran.